# Божко Шойков
Божко Шойков е български диригент, музикален педагог, цигулар, общественик и дългогодишен директор на музикалното училище НУИ „Панайот Пипков“ в град Плевен, което е ръководил 34 години. Шойков е бил и главен художествен ръководител и диригент в Драматично-музикалния театър в същия град. 

## Биография
Изявеният музикант, педагог и диригент е роден през 1933 година в Угърчин, Ловешка област. През 1956 година той завършил НМА „Панчо Владигеров“ в класа по хорово дирижиране на професор Георги Димитров. Началото на творческия му път е бил в град Пазарджик, като диригент на градския представителен оркестър, а по-късно станал главен художествен ръководител и диригент в Драматично-музикалния театър в същия град. Поставял е оперети на Щраус, Калман, Димитър Вълчев, Милютин и други. 
В късната есен (1 ноември) на 1961 г. Б. Шойков бил избран и назначен за директор на музикалното училище в град Плевен, което ръководил 34 години. Седем години по-късно (1968 г.) открил първата в България сграда на музикален образователен институт със собствена концертна зала, библиотека, физкултурен салон и учебен стол. Божко Шойков успял да въведе нови специалности – „Народни инструменти“ и „Народно пеене“. Тогава в училището се създали и учебен хор, духов оркестър, народен хор, акордеонен оркестър и перкусионния ансамбъл „Акцент“.
През 1962 г. Божко Шойков създал учебен симфоничен оркестър. 30 години по-късно (през 1991) възстановил струнния камерен оркестър, като привлякъл в състава му най-изявените млади щрайхисти. Четири години по-късно оркестърът спечелил първа награда на 43-тия европейски музикален младежки фестивал в Неерпелт – Белгия. От есента на 1964 г. той станал художествен ръководител и диригент на хор „Трудова песен“ (преименуван по-късно на хор „Катя Попова“). През 1979 година поел ръководството на туристическия хор „Кайлъшко ехо“.

## Активна дейност
Божко Шойков е автор на инструментални пиеси, множество обработки, аранжименти и оркестрации за различни състави, десетки детски, солови и хорови песни, някои от които по собствен текст.
Освен ръководител и диригент, Божко Шойков е бил и композитор на редица произведения в различни жанрове. Създал е музика към:
- комедията „Дяволската воденица“
- балета „Пепеляшка“
- операта „Градче край Марица“
- операта „Вълшебният ключ“
- мюзикълът „Разузнавачи“
- театралната сюита „Дяволската воденица“ за симфоничен оркестър.

## Признание и награди
Признание за неговата многостранна и народополезна дейност Божко Шойков получил приживе. Той е Лауреат на Републикански фестивали на художествената самодейност и носител на следните ордени и отличия:
- „Кирил и Методий“ I степен
- „Кирил и Методий“ II степен
- „Кирил и Методий“ III степен
- „Златна лира“ на СБМТД
- златна значка на ЦСПС
- юбилейни медали
- грамоти и почетни знаци